# Хэфнер, Джефф
Джеффри «Джефф» Хэфнер (англ. Jeffrey «Jeff» Hephner; 22 июня 1975 года) — американский актёр, наибольшую известность получивший благодаря роли Мэтта Рамси в третьем сезоне шоу «Одинокие сердца», а также главной роли Моргана Стэнли Баффкина в сериале «Лёгкие деньги». В 2010 году снялся в роли футбольного тренера Рэда Реймонда в сериале «Адские кошки» канала The CW. Сейчас играет в шоу «Босс» вместе с Келси Грэммером.

## Биография и личная жизнь
Джефф родился 22 июня 1975 года в семье Тома и Пэтти Хэфнер, рос в маленьком городке Сенд-Крик, недалеко от Эдриана, штат Мичиган, где он окончил старшую школу «Сенд-Крик». В школе будущий актёр играл в футбол и баскетбол, был зачислен в команду «Class C-D» на сезон 1993—1994. Продолжил играть в баскетбол во время двухгодичного обучение в «Кельвин Колледже», а затем в «Фэррис Стетй-Юнивёрсити» следующие два года. Оба образовательных учреждения расположены в Гранд-Рапидс, штата Мичиган.
Женат, имеет трёх детей. Сайт BuddyTV поставил актёра на 86 место в списке «Самых сексуальных мужчин телевидения 2011 года».
Рост актёра — 1 метр 88 см.

## Карьера
Карьера в Голливуде началась с небольших ролей в известных фильмах — «Страна тигров» (2000) вместе с Колином Фарреллом и «Госпожа горничная» с Дженнифер Лопес (2002). Сыграл главные роли в двух фильмах — «Откровенность» и «И как тебе твои часы?», выпущенных в 2002 году. Появился в десяти эпизодах шоу «Присяжные» в роли Кинана О’Брайана, эпизоде «The Unblinking Eye» (2005) шоу «Закон и порядок: Преступное намерение» в роли Майкла Пайка.
Сыграл главную роль Пэта Конроя в телевизионном фильм «Широкие воды» (2006) в рамках проекта Зал славы Hallmark вместе с Элфри Вудард, основнном на книге Конроя, и являющемся ремейком картины «Конрак» с Джоном Войтом.
Исполнял главную роль Моргана Стэнли Баффкина в телесериале «Лёгкие деньги» (2008) канала The CW. В эфир вышло 4 эпизода, в а октябре того же года шоу закрыли — отснятые ещё четыре эпизода были показаны лишь в июле-августе 2009 года. После закрытия сериала появился в гостевых ролях в сериалах «Частная практика», «C.S.I.: Место преступления», «Морская полиция: Спецотдел», а также в четырёх эпизодах сериала «Милосердие» в роли пожарного Пита Босвика, у которого был роман с Хло Пэйн, героиней актрисы Мишель Трахтенберг.
В 2010 году заменил Бена Брауэдера в роли тренера Рэда Реймонда в спортивной драме «Адские кошки», сыграв бывшего возлюбленного тренера Ванессы Лодж — её сыграла Шарон Лил.
Получил главную роль в сериале «Клуб Playboy», однако до начала съёмок его заменили на Эдди Сибриана.

## Фильмография

### Кино
| Кино | Кино                                   | Кино                                                                 | Кино                           | Кино                   |
| Год  | Название                               | В оригинале                                                          | Роль                           | Примечания             |
| ---- | -------------------------------------- | -------------------------------------------------------------------- | ------------------------------ | ---------------------- |
| 2013 | Беспечная поездка                      | Free Ride                                                            | н/д                            | роль второго плана     |
| 2008 | Сначала стреляй и молись за свою жизнь | Shoot First & Pray You Live (Because Luck Has Nothing To Do With It) | Ред Пьерр                      | роль второго плана     |
| 2008 | Чем занят Алекс Тик                    | What Makes Alex Tick                                                 | Роб                            | короткометражный фильм |
| 2002 | Госпожа горничная                      | Maid In Manhattan                                                    | Гарольд, обслуживающий в отеле | эпизодическая роль     |
| 2002 | Как тебе твои часы?                    | So How Do You Feel About Your Watch                                  | Джейсон                        | короткометражный фильм |
| 2002 | Откровенность                          | The Outlands                                                         | Адам                           | главная роль           |
| 2000 | Страна тигров                          | Tigerland                                                            | МакМанус                       | эпизодическая роль     |

### Телевидение
| Телевидение | Телевидение                           | Телевидение                    | Телевидение             | Телевидение         |
| Год         | Название                              | В оригинале                    | Роль                    | Примечания          |
| ----------- | ------------------------------------- | ------------------------------ | ----------------------- | ------------------- |
| 2015        | Агент Икс                             | Agent X                        | Джон Кейс / «Агент Икс» | 10 эпизодов         |
| 2012        | Пожарные Чикаго                       | Chicago Fire                   | Джефф Кларк             | 2 сезон             |
| 2012        | C.S.I.: Место преступления Нью-Йорк   | CSI: NY                        | Эван Уэсткотт           | 1 эпизод            |
| 2011        | Босс                                  | Boss                           | Бен Зейджак             | 8 эпизодов          |
| 2010—2011   | Адские кошки                          | Hellcats                       | Рэд Реймонд             | 15 эпизодов         |
| 2011        | Касл                                  | Castle                         | Эдмунд / Залман Дрейк   | 1 эпизод            |
| 2010        | Девятнадцатая жена                    | The 19th Wife                  | Хирам                   | телевизионный фильм |
| 2010        | До смерти красива                     | Drop Dead Diva                 | Джек Брайант            | 1 эпизод            |
| 2010        | Говорящая с призраками                | Ghost Whisperer                | Алекс                   | 1 эпизод            |
| 2010        | Частная практика                      | Private Practice               | Джерри                  | 1 эпизод            |
| 2010        | Морская полиция: Спецотдел            | NCIS                           | Генерал Питер Шеридан   | 1 эпизод            |
| 2009        | Сострадание                           | Mercy                          | Пит Босвик              | 4 эпизода           |
| 2009        | C.S.I.: Место преступления            | CSI: Crime Scene Investigation | Уэйн Смит               | 1 эпизод            |
| 2008—2009   | Лёгкие деньги                         | Easy Money                     | Морган Стэнли Баффкин   | 8 эпизодов          |
| 2008        | Детектив Раш                          | Cold Case                      | Дэвид Нельсон           | 1 эпизод            |
| 2008        | Доктор Хаус                           | House M.D.                     | Шон                     | 1 эпизод            |
| 2008        | Части тела                            | Nip/Tuck                       | Кайл Эйнг               | 1 эпизод            |
| 2007        | Без следа                             | Without A Trace                | Рой                     | 1 эпизод            |
| 2007        | C.S.I.: Место преступления Майами     | CSI: Miami                     | Кит Рейнольдс           | 1 эпизод            |
| 2005—2006   | Одинокие сердца                       | The O.C.                       | Мэтт Рамси              | 13 эпизодов         |
| 2006        | Широкие воды                          | The Water Is Wide              | Пэт Конрой              | телевизионный фильм |
| 2006        | Свадебный альбом                      | The Wedding Album              | Джейк                   | телевизионный фильм |
| 2006        | Столица закона                        | Capitol Law                    | Джейсон                 | телевизионный фильм |
| 2005        | Мыслить как преступник                | Criminal Minds                 | Юноша на фотографии     | 1 эпизод            |
| 2005        | Закон и порядок: Преступное намерение | Law & Order: Criminal Intent   | Майкл Пайк              | 1 эпизод            |
| 2004        | Присяжные                             | The Jury                       | Кинан О’Брайан          | 10 эпизодов         |